# Kurt Heinrich Wolff
Kurt Heinrich Wolff (Darmstadt, 20 de maio de 1912 — Newton, 14 de setembro de 2003) foi um sociólogo alemão radicado nos Estados Unidos.

## Biografia
Após graduar-se em 1932 em Darmstadt, Wolff iniciou os estudos de filosofia e de sociologia em Frankfurt, onde estudou com Karl Mannheim, e mais tarde continuou seus estudos em Munique.
Em 1933, pelas leis raciais nazistas introduzidas em Alemanha, com a ajuda de sua futura esposa, Carla Bruck mudou-se para Itália em Florença onde se matriculou na Academia de Belas Artes. Significativa destes anos, a amizade com o seu colega Aurelio Pace, o futuro historiador de África e pai do artista Joseph Pace, que naqueles anos ajudou a traduzir a tese de doutorado do alemão "Sociologia do conhecimento" que Wolff discutido em 1935 com Ludovico Limentani. Até 1939 Wolff ainda está em Itália e com o apoio de sua esposa e do amigo Pace começa a trabalhar como professor em Florença e mais tarde em Camogli.
Para as leis raciais fascistas de 1939, Wolff foi forçado a deixar Itália. Após uma breve estadia na Inglaterra, transfere-se aos Estados Unidos, onde, em 1945 naturalizou-se estadunidense. Com a ajuda de um sobrinho no mesmo ano, Wolff consegue um emprego como professor assistente de sociologia na Southern Methodist University (Texas). Quatro anos depois, em 1943, obteve uma bolsa de estudos do Social Science Research Council, que lhe permite de estudar na Universidade de Chicago e de realizar uma de pesquisa de campo no Novo México. No ano seguinte, começa o trabalho como professor de sociologia no Earlham College (Indiana) e em 1952 na Ohio State University.
Em 1959 mudou-se para a Brandeis University (Massachusetts), com quem trabalhou até 1993. A partir de 1964 Wolff serviu no Conselho de Administração do Sociological Abstracts e foi visiting professor na Universidade de Freiburg (1966-67).
Kurt H. Wolff foi o tradutor e o promotor de numerosas obras de Georg Simmel. e Karl Mannheim, traduzida do alemão original em Inglês.
A partir de 1966 até 1972, Kurt H. Wolff foi presidente do Comité de Investigação da Sociologia do Conhecimento do International Sociological Association e desde 1972 até 1979, foi presidente da Sociedade Internacional para a Sociologia do Conhecimento. Wolff foi também membro honorário da Sociedade Alemãna de Sociologia.
Em 1987 em Darmstadt, a sua cidade natal, foi homenageado com a Medalha de Johann Heinrich Merck. En 1990 en Roma, significativo o encontro com o artista plástico e amigo da família Joseph Pace sobre questões epistemológicas do “Surrender and Catch” (rendição e captura), desenvolvidos por Wolff que marca por Pace a passagem do figurativismo ao informalismo .

## Obras
- Trying Sociology (1974).
- Surrender and Catch (1976).
- Versuch zu einer Wissenssoziologie (1968).
- Hingebung und Begriff. Soziologische Essays (1968).
- Die persönliche Geschichte eines Emigranten, in: Srubar, Ilja (Hg.), Exil, Wissenschaft, Identität. Die Emigration deutscher Sozialwissenschaftler 1933-1945, Frankfurt am Main: suhrkamp, 1988, S. 13-22 (hier auch Quelle).
- Soziologie in der gefährdeten Welt (1998).
- From Karl Mannheim (1971), Oxford University Press
- o´Loma! (1989).
- Transformation in the Writing (1995).